# Сасчори (Брашов)
Сасчори (рум. Săsciori) насеље је у Румунији у округу Брашов у општини Реча. Oпштина се налази на надморској висини од 503 m.

## Становништво
Према подацима из 2002. године у насељу је живело 214 становника, од којих су сви румунске националности.